# Los Hermanos Campos
Los hermanos Campos fueron un dúo folclórico chileno, formado por los hermanos Eleodoro y Marcial Campos. Ambos hermanos cultivaron la música tradicional chilena durante una extensa carrera de 70 años, contando con un amplio repertorio de cuecas.

## Historia

### Inicios
Los hermanos Eleodoro y Marcial Campos son oriundos de Longaví, Región del Maule, Chile, hijos del cantor, payador y acordeonista Vicente Campos y la poeta popular Verónica Sepúlveda.
En 1935, Marcial se unió por primera vez a Eleodoro, quien con tan sólo diez años, ya se presentaba en restaurantes de Parral. Luego, en 1936, tras difundirse el rumor de los niños músicos, el alcalde de Longaví los contrató para animar un sábado de esparcimiento. Las ganancias, comparativamente mucho mayores a sus ingresos como temporeros, llevaron a la consolidación de la sociedad musical. Continuaron tocando en los trenes y locales en Longaví, Parral, Linares y Talca. Sin embargo, no sería sino hasta 1940 cuando los hermanos Campos datarían el inicio oficial del dúo. En ese entonces, el dúo viajó a Santiago, donde se presentaban en el restaurante "El Portón" en la calle San Diego y en el aire libre de la Quinta Normal. Gracias al disc-jockey folclórico Tito Arancibia de Radio del Pacífico, el dúo comenzó a actuar en los programas en vivo y en directo.

### Consolidación
En 1943 los hermanos Campos actuaban en la boite Zeppelin en calle Estado, junto a la orquesta de Osvaldo Larrea. El éxito que tuvieron los llevó a ingresar por primera vez a un estudio de grabación. Sin embargo, ellos mismos consideraron como desastrosos los resultados de estas primeras grabaciones. Producto de esto, los productores de RCA Victor los enviaron al Conservatorio Nacional con el fin de estudiar técnicas vocales. A su regreso, participaron de la grabación de una compilación de cuecas, Selección de cuecas N°3, en 1943, grabando las canciones "Chileno valiente", "Hasta cuándo con la inflación" y "Los amores de Don Pancho".
En 1947 compartían escenario con algunos de los músicos más importantes de la canción popular como Arturo Gatica, los Parra y Raúl Gardy. Por aquella época Marcial conoció a la emergente cantante adolescente Guadalupe del Carmen, con quien contraería matrimonio ese mismo año. Debido a este hecho, los hermanos Campos comenzaron a acercarse a la música mexicana, al acompañar a Guadalupe en su repertorio. Desde fines de la década de los '40, el dúo comenzó a recorrer Chile de Arica a Punta Arenas junto a Guadalupe del Carmen.
A partir de la década de los '50, el dúo comenzó a escribir sus primeras cuecas originales, tales como "Los mineros de Lota", "La cueca de Longaví", "El bolsero", "La cueca del beso", "La cueca del amor" y "El huaso enamorado".

### Las mil cuecas
Luego de haber registrado decenas de discos de 78 rpm y de acetato, en 1966, los hermanos Campos grabaron sus primeros long-play. De esta época datan trabajos como La ramada de Los Hermanos Campos (1966), Show con Los Hermanos Campos (1966) y Cuecas con chancho en piedra (1967), todos editados por RCA.
En sus trabajos discográficos, los hermanos Campos integraban temas de interés y actualidad, burlándose, por ejemplo, del bloqueo estadounidense a las exportaciones frutícolas chilenas en su canción «Por dos granitos de uva», perteneciente al disco Cuecas con cianuro.

### Década de 1970
En 1970 se incorporó al dúo el hijo de Marcial, Luis Campos González, quien, además de tocar el pandero, se sumó a la creación de nuevas canciones.
En 1973, el conjunto grabó su último LP con RCA, Chile ríe y baila.

### Década de 1980
En 1980, Los Hermanos Campos participaron en el acto oficial de la dictadura tras el plebiscito que aprobó la nueva Constitución. Debido a esta participación, los hermanos Campos luego fueron tildado de pinochetistas, lo que les significó, salir de la pantalla luego del retorno de la democracia.
Respecto a este suceso, ellos afirmaron que nunca fueron pinochetistas y nunca se metieron en temas políticos:

"Nunca nos metimos en política, ni tampoco fuimos pinochetistas. Eso fue puro cuento"

"El folclor no tiene color político y le hemos cantado a todos los presidentes, desde Pedro Aguirre Cerda el año 38"

Durante la década de 1980 actuaron en algunos de los programas de mayor sintonía de la televisión chilena, como Sábados Gigantes, el Festival de la una, Chilenazo, Chile Lindo. Además, aparecieron en los más importantes certámenes musicales de Chile, como son el Festival del Huaso de Olmué y el Festival de Viña del Mar.

### Últimos años
Marcial falleció el año 2010 producto de un cáncer linfático y cuatro años después, en noviembre de 2014, también falleció Eleodoro, a la edad de 89 años, producto de un cáncer hepático.

## Reconocimientos

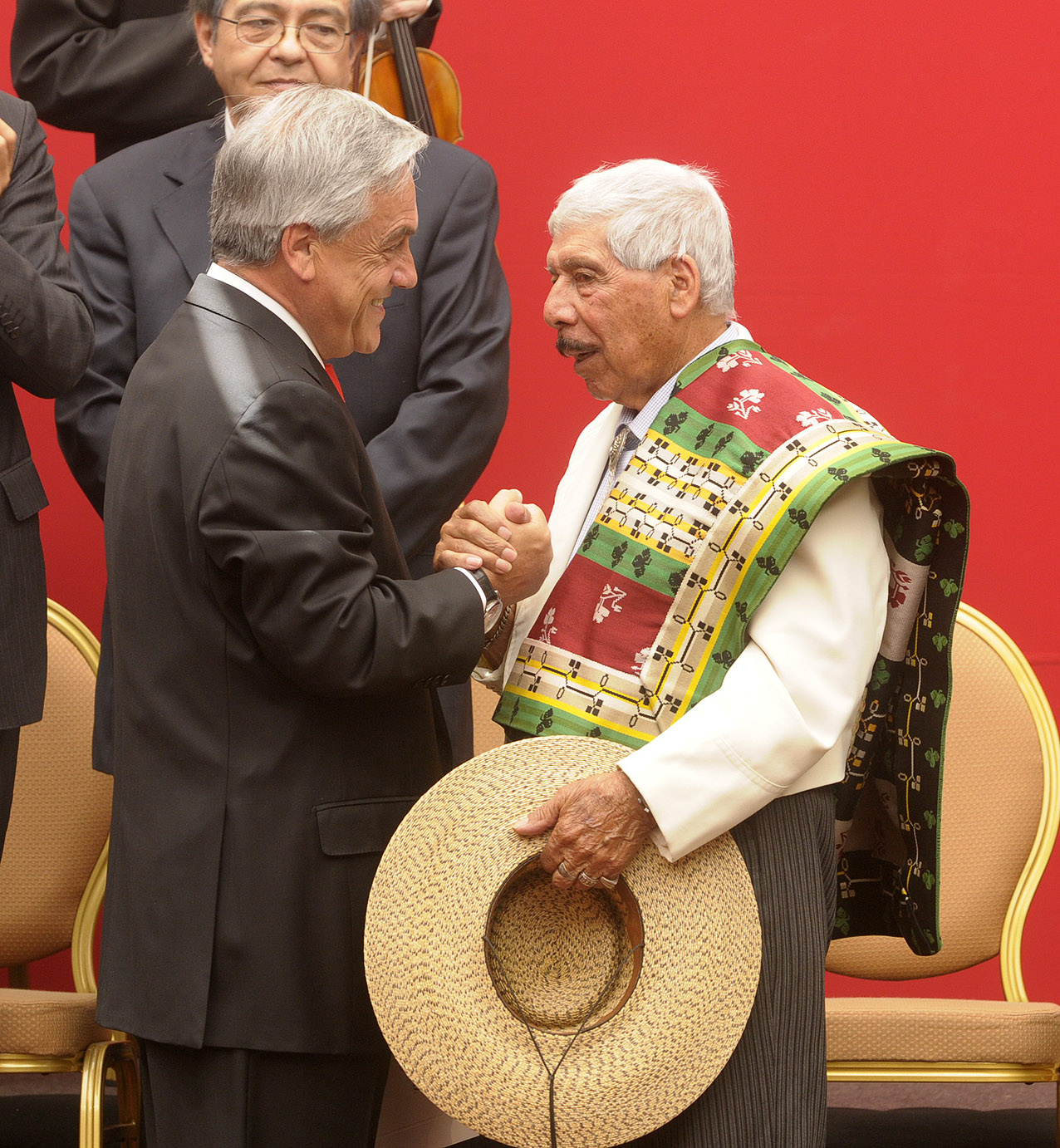
Eleodoro Campos recibiendo el Premio a la Música Nacional Presidente de la República 2010.

A lo largo de su carrera obtuvieron una gran cantidad de premios y trofeos. Uno de los más importantes fue el "Canguro de oro", recibido en Australia, por su trayectoria y éxito en el folclor chileno.
El año 2009, los músicos fueron condecorados por la presidenta Michelle Bachelet con la Orden al Mérito Docente y Cultural Gabriela Mistral, por su difusión de las tradiciones e identidad nacional chilena.
En 2010 Eleodoro Campos recibió el Premio a la Música Nacional Presidente de la República en la categoría Música folclórica.[cita requerida]

## Discografía
Los Hermanos Campos, en sus 70 años de carrera musical, grabaron una extensa discografía, incluyendo cuecas y corridos.
- Cuecas con ají (1966 - RCA Victor)
- Show con Los Hermanos Campos (1966 - RCA Victor)
- Cuecas con mostaza (1966 - RCA Victor)
- La ramada de Los Hermanos Campos (1966 - RCA Victor)
- Cuecas con chancho en piedra (1967 - RCA Victor)
- Estas sí que son cuecas mi alma... (1968 - RCA Victor)
- Bailemos corridos (1968 - RCA Victor)
- Cuequeando con Los Hermanos Campos (1969 - RCA Victor)
- Los reyes de la cueca (1970 - RCA Victor)
- Cuecas para el Chile nuevo (1971 - RCA Victor)
- Las cuecas de Los Hermanos Campos (1972 - RCA Victor)
- Chile ríe y baila (1973 - RCA Victor)
- Los huasos biónicos (1978 - RCA Victor)
- En guerra contra el smog (1984 - RCA Victor)
- Huasa con huaso no más... (1987 - CBS)
- Cuecas diablas (1991 - Edición independiente)
- En casa del jabonero (1991 - Sony Music)
- El patas negras (1992 - PolyGram)
- 50 años de folklore (1993 - Edición independiente)
- Calladito se baila mejor (fiesta campesina) (1995 - Edición independiente)
- Cuecas pa' los bígamos (1997 - Warner Music)
- La cueca me da vida (2005 - Edición independiente)
- Cuecas con cianuro (? - Edición independiente)
- Chispa y picardía de la cueca con... Los Hermanos Campos (? - RCA Victor)
- Show recital (? - RCA Victor)
- Cuecas pa' Chile (? - Edición independiente)
- Las mejores cuecas de... Los Hermanos Campos (? - Sony Music)
- Los nuevos superéxitos (? - RCA Victor)
- De Longaví con amor (? - RCA Victor)
- Fiesta chilena (? - RCA Victor)
- Las cuecas de Los Campos (? - RCA Victor)
- El caballazo de Los Hermanos Campos (? - Edición independiente)
- Aquí estamos otra vez, y que jué (? - Edición independiente)

### Recopilaciones
- 40 años de cuecas (1975 - Edición independiente)
- 60 años de cueca (1995 - Edición independiente)
- Lo mejor de Los Hermanos Campos 1976-1979 (1995 - Sony Music)
- Lo mejor de Los Hermanos Campos (1998 - RCA Victor)
- Sus mejores 24 cuecas (2000 - Edición independiente)

#### Póstumos
- 30 cuecas inmortales (2011 - Edición independiente)
- Lo mejor. Grandes cuecas, corridos y tonadas (? - Edición independiente)
- Los Hermanos Campos, vol. 2 (? - Edición independiente)
- Vivitos y coliando (2011 - Edición independiente)
- Estas si que son cuecas mi alma (2014 - Arci Music)
- 24 cuecas populares (2018 - Master Media)
- 24 cuecas inmortales (2018 - Master Media)

### Participaciones
- Las cuecas electorales (1992 - Edición independiente)
- Historia sonora de la música popular en Chile. 1920-1950. (2004 - Warner Music)
- Si de cuecas se trata (2005 - IRT)